# Germán Díaz
Germán Díaz (Valladolid, 13 de diciembre de 1978) es un músico español que vive en Arneiro. Compositor e intérprete de zanfona, es considerado uno de los intérpretes de este instrumento más innovadores que hay en Europa y algunos lo han llamado «el Jimi Hendrix de la zanfona». Es conocido por su fusión de música tradicional con el jazz, género en el que destacan sus colaboraciones con el bajista gallego Baldo Martínez.

## Trayectoria
Cursó estudios de música en Valladolid, especializándose en guitarra clásica; también realizó estudios de Filología Clásica en la Universidad de Valladolid y un postgrado de especialización sobre Tradición. Posteriormente estudió zanfona con los maestros Rafael Martín, Pascal Lefeuvre, Laurent Tixier, Isabelle Pignol, Gilles Chabenat, Nigel Eaton, Patrick Boufard, Laurence Bourdin, y Valentin Clastrier entre otros.
En 1996 ganó un concurso de canto tradicional que promovía la Junta de Castilla y León y decidió utilizar el dinero del premio para comprar el único instrumento decente que se ajustaba a su presupuesto, una zanfona de segunda mano que vendía Carlos Beceiro, del grupo folklórico La Musgaña. Comenzó  su formación con la zanfona de la mano de su tío, el etnógrafo y folklorista Joaquín Díaz, y el cantautor Amancio Prada. Fruto de su labor de recopilación y difusión de la música tradicional, recibió en 1999 el premio Racimo de Oro de música.
Díaz fue el único zanfonista español que perteneció a la Viellistic Orchestra, una orquesta de zanfonas francesa integrada por algunos de los mejores zanfonistas del mundo y que desaparecería en 2004. Tras la desaparición de la agrupación francesa, Germán, formó un dúo con director artístico de la orquesta, Pascal Lefeuvre, además de cofundar el Cuarteto Symphonía, y el cuarteto ibérico de zanfonas, junto con Rafael Martín, Marc Egea y Pascal Lefeuvre. Ese mismo año creó su propia discográfica, Producciones Efímeras, junto con Fernando Fuentes, prestando especial atención a los trabajos de nuevos zanfonistas.
Representó a Castilla y León en el Festival PopKomm de Berlín (Alemania) en 2005, al año siguiente fue elegido para representar a España en el 27.º Festival de la Unión Europea de Radiodifusión, celebrado en Finlandia, y en 2009 fue seleccionado por la Embajada española para representar al país en la European Jazz Nights en Oslo (Noruega). Ese mismo año recibió el premio a la mejor banda sonora en el Festival de Cortometrajes de la fila, por el corto Artículo 349.

## Discografía
| Año  | Título                                                   | Grupo                            | Sello                            |
| ---- | -------------------------------------------------------- | -------------------------------- | -------------------------------- |
| 2003 | Zona Acústica                                            | Baldo Martínez cuarteto acústico | Xingra                           |
| 2003 | Poesía Necesaria, IV Congreso Internacional de la Lengua | Diputación de Valladolid         | VVAA                             |
| 2003 | El suéter de Claudia                                     | Germán Díaz                      | Fonomusic Dro Warner             |
| 2004 | Sin título                                               | Rao Trío                         | Producciones efímeras, nube 1001 |
| 2005 | Dúo de fuego                                             | Germán Díaz y Pascal Lefeuvre    | CDf80                            |
| 2008 | Pi (o sea, Pi)                                           | Germán Díaz                      | Producciones efímeras, nube 1001 |
| 2009 | Músicas populares de la guerra civil                     | Antonio Bravo y Germán Díaz      | Producciones efímeras, nube 1001 |
| 2010 | Nube de nanas para ASPACE                                |                                  | VVAA                             |
| 2014 | Método Cardiofónico                                      | Germán Díaz                      |                                  |

## Bandas sonoras
Germán Díaz también ha compuesto bandas sonoras para cortometrajes, obras de teatro y documentales:
- Spot: Fp funciona (Alex Martin), RQR, 2011.
- Documental sobre la obra teatral: Arte y Álbumes ilustrados (sobre la obra de Luis de Horna), A mano cultura, 2010.
- Obra teatral: Construcións Clementina, Dígame?, Palimoco Teatro, 2009.
- Cortometraje: Os falantes (Eva Alfonso), 2010.
- Obra teatral: Guyi Guyi, Periferia Teatro, 2009.
- Obra teatral: Na(s)cer Cansado, sobre H. Michaux (Luciano Amarelo), 2009.
- Cortometraje: En mi memoria (Roberto Quintanilla), 2007.
- Obra teatral: La Cama Voladora, Calamar Teatro, 2005.
- Obra teatral: La estrategia de la luz (Adriana Argenta), Azar teatro, 2005.
- Música para el Festival Internacional de las Artes de Castilla y León, Fundación Siglo, 2005.
- Cortometraje de animación: A vista é soño, Miguel Lasangre, 2005.
- Música para el pabellón español en la Expo 2005, Nagoya (Japón).
- Obra teatral: Penas x amor perdidas (William Shakespeare), Mallo de Luna Teatro, 2004.
- Obra teatral: Mucho ruido y pocas nueces (William Shakespeare) Director: Lembit Peterson, 2003.
- Obra teatral: Yes, puede ser...? (Marguerite Duras), La Nave Teatro, 2002.